# Sotalia guianensis
El delfín costero (Sotalia guianensis) es una especie de cetáceo odontoceto de la familia Delphinidae.

## Descripción
El delfín costero es con frecuencia descrito como similar al delfín mular, sin embargo, es generalmente menor, midiendo solo 210 cm de longitud. Su coloración es gris azulado en su parte posterior y en los costados. La región ventral es de color gris claro. El hocico está bien definido y de longitud moderada. 

## Población y distribución
Esta especie forma grupos pequeños de alrededor de 10-15 individuos, desplazándose en grupos, lo que sugiere una muy desarrollada estructura social. Se alimentan de una gran variedad de peces. Estudios de las capas de crecimiento sugieren que la especie puede vivir hasta 30 años.  Se distribuyen desde Nicaragua hasta el Sur de Brasil, incluyendo la desembocadura del Río Amazonas, El Río Orinoco y el Lago Maracaibo [2, 3]

## Conservación
El delfín costero parece ser relativamente común; son con frecuencia atrapados en las redes de las flotas de pesca costera. Se estima que al menos 2.000 animales mueren por esta causa al año en el delta del río Amazonas.